# Machaeritis
Machaeritis é um gênero de traça pertencente à família Agonoxenidae.